# Scroll-compressor

Mechanisme

voorbeeld toepassing scroll-compressor

De scroll-compressor is een type compressor dat kan worden gebruikt in een warmtepomp of airco. Het doel van de compressor is om het gasvormige koudemiddel samen te persen om de druk te verhogen, waardoor de temperatuur toeneemt.
De compressor bestaat uit een beweegbare spiraal die in een passende stationaire contraspiraal grijpt. Beide spiralen hebben de vorm van een archimedes-spiraal. Het centrum van de  beweegbare spiraal, maakt een cirkelvormige beweging rondom het centrum van de stationaire spiraal. De beweegbare spiraal zelf draait niet, maar alle punten maken synchroon eenzelfde cirkelbeweging als het centrum.. Door deze beweging ontstaan holtes waarin het koudemiddel vanaf de buitenzijde naar het middelpunt wordt gedreven. De holtes worden steeds kleiner, waardoor het koudemiddel in de compressor door deze beweging wordt gecomprimeerd.
1. Het gas komt binnen in de opening

beweging scroll

2. De openingen aan de buitenzijde sluiten doordat de beweegbare spiraal een cirkelvormige beweging maakt.
3. Als de beweegbare spiraal haar cirkelvormige beweging verder zet worden de openingen steeds kleiner en wordt de druk van het gas dus steeds groter.
4. Het gas verplaatst zich naar het midden waar de persdruk wordt bereikt.
5. Daar wordt het gas afgevoerd in de gewenste leiding. Door de draaiende bewegingen wordt dit als een continu proces uitgevoerd.

## Voordelen

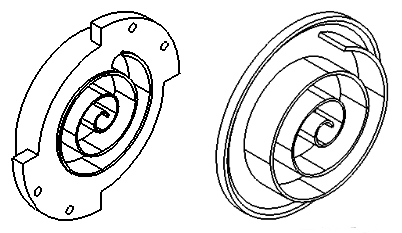
Vaste en beweegbare spiraal

Dit type compressor heeft veel minder bewegende delen dan een zuigercompressor. Bij de zuigercompressor zijn er meestal ongeveer negen bewegende delen per compressor, bij de scroll-compressor zijn er maar twee bewegende delen; de stationaire en de bewegende spiraal. Dit betekent dat er veel minder slijtage optreedt en er dus ook veel minder kans is dat iets stuk gaat.
Een ander voordeel is dat er bij dit type geen kleppen nodig zijn, de spiraal zelf zorgt voor het tegenhouden of het doorlaten van het gas. Ook zijn de spiralen zodanig afgewerkt dat ze perfect aansluiten zodat het ontstaan van een lek bijna uitgesloten is. Als de compressor stopt, gaan de spiralen lichtjes uit elkaar waardoor de druk overal gelijk wordt en er veel minder wrijving is. Het grote voordeel van dit systeem is dat de compressor veel minder vermogen nodig heeft om te starten. Nog een ander voordeel is dat het vermogen veel minder afhankelijk is van de temperatuur dan bij een zuigercompressor. Algemeen levert de compressor 10 à 20 procent meer vermogen in vergelijking met een zuigercompressor in dezelfde klasse.
Deze compressor wordt veel gebruikt bij de warmtepomp omdat doordat er zoals gezegd heel weinig bewegende delen zijn er dus ook heel weinig trilling en geluid wordt geproduceerd.

## Delen van de compressor

In de figuur is een ruwe indeling van de verschillende delen van de compressor te zien. (2) is de compressoras waarop door middel van een splitpen (7) een spiraal (6) bevestigd is. Deze spiraal wordt dan door middel van de compressoras in een draaiende beweging gebracht. Om de rotatie van de as soepel te laten verlopen wordt er gebruikgemaakt van een naaldlager (5) en een gewoon lager. Dit lager wordt door middel van de lagerhouder (4) op zijn plaats gehouden. Dit alles wordt in plaats gehouden door een motoromhulsel (3).
De beweegbare spiraal (6) draait nu rond in een vaste spiraal (8) die niet kan bewegen. De goede afwerking moet er voor zorgen dat de twee strak in elkaar grijpen zodat de gewenste compressie ontstaat.